# Helmstedts universitet
Helmstedts universitet, officiellt latinskt namn Academia Julia, var ett universitet i Helmstedt, som då ingick i det Tysk-romerska riket. Universitet existerade mellan 1576 och 1810.

## Kända lärare
- Giordano Bruno, filosofi
- Hermann Conring, vetenskapsman
- Johann Friedrich Pfaff, matematik

## Kända studenter
- Johann Arndt, teolog
- Joachim Heinrich Campe, författare
- Carl Friedrich Gauss, matematiker
- Hoffmann von Fallersleben, författare
- Johann Julius Walbaum, iktyolog